# Azinhal, Peva e Valverde
Azinhal, Peva e Valverde (llamada oficialmente União das Freguesias de Azinhal, Peva e Valverde) es una freguesia portuguesa del municipio de Almeida, distrito de Guarda.

## Historia
La freguesia fue creada el 28 de enero de 2013 con el nombre de União das Freguesias de Azinhal, Peva e Vale Verde en aplicación de una resolución de la Asamblea de la República de Portugal promulgada el 16 de enero de 2013 con la unión de las freguesias de Azinhal, Peva y Vale Verde, pasando a estar situada su sede en la antigua freguesia de Peva. Esta denominación se mantuvo hasta el 28 de marzo de 2013 que pasó a llamarse con el actual nombre en aplicación de la Declaración de Rectificación n.º 19/2013 de 28 de marzo de 2013 que modificaba su denominación.

## Demografía
| Gráfica de evolución demográfica de Azinhal, Peva e Valverde entre 2011 y 2021 |
|                                                                                |
| Datos según el nomenclátor publicado por el INE portugués.                     |